# Ред и закон: Одељење за специјалне жртве
Ред и закон: Одељење за специјалне жртве (енгл. Law & Order: Special Victims Unit) (често звано по скраћеници Ред и закон: ОСЖ или само ОСЖ) је америчка криминалистичка драмска телевизијска серија коју је за НБЦ направила сопствена продуцентска кућа Дика Волфа "Wolf Entertainment". Ово је први огранак серије Ред и закон у ком игра Мариска Харгитеј као капетанка Оливија Бенсон, вођа Одељења за специјалне жртве у измишљеној варијанти њујоршке полицијске управе. Кристофер Мелони је тумачио улогу Елиота Стаблера до одласка из серије 2011. године након 12 сезона. Мелони се вратио у улогу Стаблера 2021. године у огранку Ред и закон: Организовани криминал. Ред и закон: Одељење за специјалне жртве прати стил изворне серије Ред и закон по томе што су неке епизоде штуро засноване на стварним злочинима који су добили пажњу штампе, а те епизоде се помињу као „истргнуте из наслова“.
Серија је почела са емитовањем 20. септембра 1999. Након премијере 21. сезоне у септембру 2019. године, серија је постала најдуговечнија америчка серија емитована у ударном термину у повести телевизије и једина серија у ударном термину која се емитује од 1990-их и производи нове епизоде и дан данас. Дана 9. маја 2019. године, Ред и закон: Одељење за специјалне жртве претекао је изворну серију по броју епизода када је емитована 457. епизода. Што се тиче укупног броја епизода у ударним терминима, ОСЖ је сада четврти иза серија Симпсонови (са 706 епизода), Мирис барута (са 635 епизода) и Леси (са 591 епизодом). Током 23. сезоне је емитована 500. епизода серије.
Серија је добила 91 номинацију за награде, а освојила 33 награде. Мариска Харгитеј била је прва глумица главне поставе било које серије из франшизе Ред и закон која је освојила награду Еми када је 2006. године освојила награду Еми за најбољу главну глумицу у драмској серији.

## О серији
У правосудном грађанском систему, сексуални злочини се сматрају посебно гадним. У Њујорку, детективи који истражују ова кривична дела су чланови елитног одељења познатог као Одељење за специјалне жртве. Ово су њихове приче.

Шаблон:Nb10– Уводни текст чита Стивен Зирнкилтон.
Са седиштем у 16. испостави њујоршке полиције на Менхетну, Ред и закон: Одељење за специјалне жртве залази у мрачну страну подземља Њујорка јер детективи нове елитне јединице Одељења за специајлне жртве (скраћено ОСЖ), истражују и суде различитим сексуалним деликтима међу којима су силовање, педофилија и насиље у породици. Они такође истражују злоупотребе деце, особа са инвалидитетом и старијих жртава несексуалних злочина за које је потребно специјалистичко поступање покушавајући да уравнотеже учнике истраге на сопствене животе покушавајући да не дозволе да мрачна страна ових злочина утиче њих. Приче такође дотичу политичка и друштвена питања повезана са родним идентитетом, сексуалним преференцијама и правима равноправности. Иако је жртва често убијена, то није увек случај, а жртве често играју истакнуте улоге у епизодама. Одељење такође сарађује са Окружним тужилаштвом на Менхетну који дижу оптужнице и траже правду за жртве и преживеле са прецизношћу и страшћу да победе и затворе жестоке истраге. Серија често користи приче које су „истргнуте из наслова“ или засноване на стварним злочинима. Такве епизоде узимају прави злочин и мењају му неке појединости.
Првобитно се серија вртела око детективских парова Елиота Стаблера и Оливије Бенсон и Џона Манча и Брајана Кесидија. Стаблер је искусни ветеран јединице који је све видео и труди се да заштити своју породицу од страхота које је видео у својој каријери. У међувремену, тешка прошлост јер је била дете жртве силовања је разлог зашто се Бенсонова придружила одељењу. Ту су и Џон Манч и његов први ортак Брајан Кесиди. Манч је прешао из Одељења за крвне деликте у Балтимору и донео је своју оштроумност, објашњења завере и уличне истражне вештине. Кесиди је млад и жељан да учи од својих колега детектива. Ова две детективске екипе добиле су појачање у виду детектива Моник Џефрис и Кена Бриска. Када је Кесиди прешао у Одељење за наркотике после 13. епизоде, Џефрисова је била ортакиња Манчу до краја прве сезоне, а Бриско је постепено престајао да се појављује. На почетку друге сезоне, Манч је добио сталног ортака, детектива Одафина "Фина" Тутуолу чији га јединствени, али понекад и вулгаран смисао за хумор и истраживачко искуство чине изузетним парњаком за Манча. Детектив бруклиншког ОСЖ-а Честер Лејк помагао је у неколико случајева на Менхетну током осме сезоне, а затим се придружио екипи током девете. Лејк је потом отишао на крају исте сезоне када је ухапшен због убиства подмићеног полицајца који се извукао за силовање. Ове детективе је надзирао дугогодишњи капетан Доналд Крејген који је надгледао екипу до 15. сезоне. Крејгенов тежак, али подржавајући приступ сложеним случајевима екипе води скупину кроз изазове са којима се свакодневно суочавају. На платном списку екипе су и посебни агент ФБИ-ја др. Џорџ Хуанг и специјалисткиња судске медицине др. Мелинда Ворнер. Као стални психијатар у Одељењу за специјалне жртве, Хуанг помаже полицајцима да победе притисак на терену који би обичне људе могао да излуди. Он је такође служио као стални профилиста злочинаца у одељењу, а његови увиди у злочиначки ум често су помагали полицији да открије најтеже починиоце, а Ворнерова је постала саставни део Одељења за специјалне жртве Менхетна, а њене личне вештине допринеле су високој стопи успеха одељења у затварању случајева.
Одељења је добило сталног помоћника окружног тужиоца тек у другој сезони када је Александра Кабот распоређена да ради са детективима. Када је Каботова ушла у Програм заштите сведока јер је замало погинула у пуцњави у петој сезони, њу је заменила Кејси Новак која је остала као ПОТ до краја девете сезоне када је кажњена због кршења прописаног поступка током покушаја да изведе полицајца-силоватеља пред лице правде. Ким Грејлек је постала стални ПОТ на почетку десете сезоне све док се Каботова није вратила половином исте сезоне јер се Грејлекова вратила у Министарство правде у Вашингтону. Каботова је остала ПОТ до половине 11. сезоне. Након Каботиног одласка, празнину ПОТ-а попуњавале су Соња Пакстон (Кристин Лати) и Џо Марлов (Шерон Стоун) до краја 11. сезоне. Џилијан Хардвик (Мелиса Сејџмилер) служила је као ПОТ за ОСЖ током 12. сезоне, а Новакова се вратила гостовањем пошто је враћена на посао крајем исте сезоне. У 13. сезони, и Каботова и Новакова су се вратиле као ПОТ. Од почетка 14. сезоне, ПОТ Рафаел Барба био је тужилацза ОСЖ све до одласка половином 19. сезоне. Питер Стоун из Чикашке правде је постао ПОТ ОСЖ-а пошто је Чикашка правда укинута након само једне сезоне. На почетку 21. сезоне, бивши детектив Доминик Кариси мл. постао је ПОТ за ОСЖ.
У 13. сезони догодиле су се друге велике промене јер је Стаблер дао отказ након 12. сезоне, а поново се појавио тек у 22. сезони када се придружио Служби за борбу против организованог криминала МУП-а. Хуанг је такође отишао у исто време јер је поново распоређен у Оклахомаград, али се вратио повреено гостујући. Детективи Ник Амаро и Аманда Ролинс придружили су се екипи попуњавајући празнину коју је оставио Стаблер. Амаро је унео дсаосећање у своје случајеве док се бавио стресним кућним животом док су Ролинсовој упорност и нагони помогли у случајевима, али и тајне које су јој могле пореметити каријеру. Током 15. сезоне, Манч и Крејген одлазе у пензију, а Бенсонова после унапређења у наредницу преузима контролу над одељењем. Касније је унапређена у поручницу на почетку сезоне 17, а затим у капетанку на почетку 21. сезоне. Сезона 16 је била још једно раздобље промене када је уведен Кариси на почетку, а Амаро отишао на крају. У 16. сезони уведен је и заменик начелника Вилијам Додс који је служио као надређени Одељења за специјалне жртве у свих пет округа Њујорка. Додсов син Мајк пребачен је у специјалне жртве као наредник и постаје Бенсоновој заменик до смрти на крају сезоне. Фин је касније положио нареднички испит током 18. сезоне и званично је унапређен на Мајково место у 19. сезони. Након Карисијевог преласка у тужилаштво у 21. сезони, службеница Катриона "Кат" Тамин придружила се екипи пошто је помогла у неколико случајева, а на крају је унапређена у детективку. Додс је такође напустио серију на почетку сезоне, а нови заменику начелника Кристијан Гарланд заузео је његово место. На почетку 23. сезоне, Тамин и Гарланд су дали оставку пошто су се разочарали у саставне грешке и саставну пристрасност у одељењу, а Тамин је заменио детектив Џо Веласко. Начелник Томи Мекграт је преузео Гарландов положај док не пронађе сталног заменика начелника за ОСЖ. На почетку 24. сезоне, детективка Грејс Манси придружила се ОСЖ-у након решавања случаја у који је била укључена багра доминиканских пубертетлија. Током сезоне, Ролинсова је дала оставку у ОСЖ-у јер је прихватила понуду Карисијеве старе колегинице да предаје на Универзитет "Фордам". ОСЖ је такође довео детективе Терија Бруна (Кевин Кејн) и Тоње Чарлиш (Јасмин Бачелор) из својих колега из Бруклина. Мансијева је касније отишла на крају сезоне да ради у радној скупини УСД-а, а Чарлишова је такође отишла у исто време. У 25. сезони, Мекграт је смењен на месту начелника пошто је прешао више линија у свом мешању у случај силовања своје ћерке, а капетанка БУК-а Рене Кари (Ејми Дона Кели) се придружује ОСЖ-у у нади да ће направити промене. Убрзо након тога, агенткиња ФБИ-ја Шана Сајкс (Џордана Спиро) биће стављена на позајмицу у ОСЖ-у пошто им је помогла да спасу отету девојку Меди Флин. Сајксова касније напушта ОСЖ на крају сезоне пошто је решила случај своје нестале сестре који је на крају ударио преблизу кући, а на почетку 26. сезоне бивша детективка Одељења за убиства Кејт Силва (Џулијана Ејден Мартинез) се придружује одељењу.

## Улоге
- Крис Мелони као Елиот Стаблер (главни: сезоне 1−12; епизодни: сезоне 22−24)
- Мариска Харгитеј као Оливија Бенсон
- Ричард Белзер као Џон Манч (главни: сезоне 1−15; гост: сезона 17)
- Ден Флорек као Доналд Крејген (главни: сезоне 1−15; гост: сезоне 16 и 23)
- Мишел Хрд као Моник Џефрис (сезоне 1−2)
- Стефани Марч као Александра Кабот (главни: сезоне 2−5 и 11; епизодни: сезоне 10 и 13; гост: сезоне 6 и 9)
- Ајс Ти као Фин Тутуола (сезоне 2− )
- Б. Д. Вонг као др. Џорџ Хуанг (главни: сезоне 4−12; епизодни: сезоне 2−3; гост: сезоне 13−15 и 17)
- Дајен Нил као Кејси Новак (главни: сезоне 5−9; епизодни: сезона 13; гост: сезона 12)
- Тамара Тјуни као др. Мелинда Ворнер (главни: сезоне 7−12; епизодни: сезоне 2−6, 13−17; гост: сезоне 19, 21− )
- Адам Бич као Честер Лејк (главни: сезона 9; епизодни: сезона 8)
- Микајла Мекманус као Ким Грејлек (сезона 10)
- Дени Пино као Ник Амаро (главни: сезоне 13−16; гост: сезона 23)
- Кели Гидиш као Аманда Ролинс (главни: сезоне 13−24; епизодни: сезона 25)
- Раул Еспарза као Рафаел Барба (главни: сезоне 15−19; епизодни: сезона 14; гост: сезоне 21− )
- Питер Сканавино као Доминик Кариси мл. (сезоне 16− )
- Филип Винчестер као Питер Стоун (сезоне 19−20)
- Џејми Греј Хајдер као Катриона Тамин (сезоне 21−23)
- Демор Барнс као Кристијан Гарланд (главни: сезоне 22−23; епизодни: сезона 21)
- Октавио Писано као Џо Веласко (сезоне 23− )
- Моли Барнет као Грејс Манси (сезона 24)
- Кевин Кејн као Тери Бруно (главни: сезона 26; епизодни: сезоне 24−25)
- Џулијана Ејден Мартинез као Кејт Силва (сезона 26)

## Продукција

### Развој
Замисао за Ред и закон: Одељење за специјалне жртве потекла је 1986. године од случаја убице Роберта Чемберса мл. који је задавио своју тадашњу девојку Џенифер Луин током наводног "грубог секса" у Централном парку на Менхетну. Злочин је подстрекао Дика Волфа да напише причу за епизоду прве сезоне серије Ред и закон под називом "Пољуби девојке и пусти их да умру". Међутим, чак и након писања епизоде, случај је наставио да прогања Волфа који је желео да дубље уђе у психологију злочина како би испитао улогу људске сексуалности.
Изворни наслов серије био је Сексуални деликти који одражава сексуалну природу злочина приказаних у серији. У почетку је међу произвођачима постојала забринутост да би, у случају неуспеха серије, препознавање нове серије са франшизом Ред и закон могла утицати на изворну серију. Осим тога, Тед Кочев је желео да створи нову серију која за успех није зависила од изворне серије. Волф је, међутим, сматрао да је важно и комерцијално пожељно имати „Ред и закон“ у наслову па је у почетку предложио да наслов серије буде Ред и закон: Сексуални деликти. Бери Дилер, тадашњи шеф "Студија САД", био је забринут због наслова, па је промењен у Ред и закон: Одељење за специјалне жртве како би одражавао стварну јединицу њујоршког министарства унутрашњих послова (НЈМУП-а) која се бави сексуално деликтима који су јако гнусни.
Извршни продуцент Нил Бир напустио је Ред и закон: ОСЖ као водитељ емисије на крају дванаесте сезоне, након једанаест година (сезоне 2–12) у серији како би потписао трогодишњи уговор са ЦБС Студија. Бира је заменио бивши демонстратор серије Ред и закон: Злочиначке намере Ворен Лајт. У марту 2015. објављено је да је Ворен Лајт потписао трогодишњи уговор са мрежом "Sony Pictures Television" који ће му омогућити да ради на ОСЖ-у још једну сезону, седамнаесту. Дана 10. марта 2016. године, објављено је да ће стари продуцент изворне серије Ред и закон Рик Ид доћи на Лајтово место од 18. сезоне. Творац Дик Волф изнео је опаску за часопис Холивудски извештач: „Изузетно сам задовољан што је Рик одлучио да се поново придружи породици и надам се да ће овде бити и наредних година." Током постпродукције 18. сезоне, након објаве да је ОСЖ обновљен за деветнаесту сезону, откривено је да је Рик Ид напустио серију. Он ће преузети другу серију Дика Волфа и НБЦ-а, Чикашки СУП.
Дана 25. маја 2017. године објављено је да ће извршни продуцент изворне серије Ред и закон и серије Ред и закон: Злочиначке намере Мајкл С. Чернучин бити извршни продуцент од сезоне деветнаест. Чернучин је такође био један од твораца и извршни продуцент серије Чикашка правда, још једне Волфове серије коју је НБЦ отказао на крају ТВ сезоне 2016–17. Дана 22. априла 2019. објављено је да ће се Лајт вратити као извршни продуцент у двадесетпрвој сезони. Дана 3. маја 2022. Лајт је објавио да се неће враћати у 24. сезону.

### Избор глумаца
Избор глумаца за главне ликове серије Ред и закон: Одељење за специјалне жртве одржан је у пролеће 1999. године. Дик Волф је заједно са званичницима из НБЦ-а и САД Студија био на последњој аудицији за две главне улоге у Рокфелер центру. Последњи круг сужен је на седам финалиста. За главну женску улогу, улогу детективке Оливије Бенсон, разматране су глумице Саманта Матис, Рејко Ејлсворт и Мариска Харгитеј. За мушку улогу, улогу детектива Елиота Стаблера, финалисти су били Тим Мејтсон, Џон Слатери, Ник Чинланд и Кристофер Мелони. Харгитејева и Мелони су заједно прошли аудицију у последњој рунди и након што су глумци отишли уследио је тренутак мртве тишине након чега је Волф изговорио: "Ма добро. Нема сумње кога би требало да изаберемо - Харгитејева и Мелони." Волф је веровао да је двојац заједно имао савршену хемију од када их је први пут видео заједно и на крају су били његов први избор. Гарт Енсир, тадашњи шеф мреже NBC Entertainment, сложио се с тим, а остатак панела је почео да изражава свој пристанак.NBC Entertainment
Први глумац који је добио улогу у серији био је Ден Флорек. Флорек је почео да тумачи лик капетана Дона Крејгена у пробној епизоди серије Ред и закон 1990. године и играо га је прве три сезоне серије све док није добио отказ по налогу руководилаца мреже који су желели да додају женске ликове у дотадашњу мушку главну поставу. Он је одржавао пријатељске односе са Волфом па је наставио да режира три епизоде изворне серије као и да повремено гостује у серији. Убрзо пошто је поново тумачио своју улогу у филму Изгнан: Филм Ред и закон, Флорек је добио позив да се бави Сексуалним деликтима. Иако је у почетку оклевао, на крају је пристао да тумачи Крејгена у серији уз уверавање да за улогу Крејгена неће правити аудицију.
Убрзо након отказивања серије Одељење за убиства: Живот на улици, Ричард Белзер је чуо да је Бенџамин Брет напустио Ред и закон. Белзер је тражио од свог агента да позове Волфа и изнесе му замисао да његов лик из Одељења за убиства, детектив Џон Манч, постане нови ортак лику Џерија Орбака детективу Ленију Бриску пошто су претходно радили заједно у три унакрсне епизоде се Одељењем за убиства. Волфу се свидела замисао, али је већ довео Џесија Л. Мартина да тумачи новог ортака Ланије Бриска детектива Еда Грина. Замисао је, међутим, поново конфигурисана да би Манч био укључен у серију Ред и закон: Одељење за специјалне жртве. Будући да је лик Манча подстрекнут ликом детектива наредника Џеја Лендсмена Дејвида Сајмона, а за Одељење за убиства га развили Том Фонтана и Бери Левинсон, додавање Манча у глумачку поставу захтевало је пристанак све тројице. Договори су постигнути и, иако су се Фонтана и Левинсон сложили да се одрекну својих ауторских права, Сајмон је уговором захтевао да му се плаћају хонорари за сваку нову епизоду у којој је Манч главни лик. Као исход тога, Сајмон је добио ауторске накнаде сваки пут када се Манч појављивао у епизоди серије.
Дин Винтерс је добио улогу Манчовог ортака детектива Брајана Кесидија, на Белзерово наваљивање. Белзер је гледао на Винтерса као на млађег брата и рекао Волфу: "Овако, радићу ту твоју нову серију ОСЖ само ако ми ортак буде Дин Винтерс." Волф је пристао да Винтерс буде Белзеров ортак, али је Винтерс био уговором обавезан за другу серију у то време, драму HBO-а Оз. Будући да је улога у серији Ред и закон: Одељење за специјалне жртве само у почетку требало да буде у неколико епизода, Винтерс је био присиљен да напусти серију када је дошло време за поновно снимање серије Оз. Винтерс се вратио у последњој епизоди 13. сезоне "Ноћи Родијума" поново тумачећи Кесидија. Такође се појавио у прве две епизоде 14. сезоне "Изгубљени углед" и "Ван сваке сумње". Касније је постао епизодни лик од 15. сезоне. Празнину после Винтерсовог одласка до краја 1. сезоне испунила је Мишел Хрд као детективка Моник Џефрис, лик за који је Волф обећао да ће се, упркос томе што је почео као епизодни лик са једним призором у првој епизоди, на крају развити. Хердова је напустила серију на почетку друге сезоне како би се придружио главној постави серије Преступне године. Манчовог новог трајног ортака почео је да тумачи репер и глумац Ајс Ти који је раније радио са Волфом на серији Њујорк на тајном задатку и филму Изгнан. Ајс Ти је првобитно пристао да сними само четири епизоде серије Ред и закон: Одељење за специјалне жртве, али је брзо стекао наклоност према ансамблској природи глумачке екипе и преселио се у Њујорк пре него што му је истекао уговор за четири епизоде и остао у серији као Манчов стални ортак детектив Одафин "Фин" Тутуола.
У почетку се серија усредсређивала искључиво на полицијски рад детектива Одељења за специјалне жртве 16. испоставе при чему су се чланови окружног тужилаштва повремено појављивали као гостујуће улоге из изворне серије Ред и закон. Од друге сезоне па надаље, формат је промењен тако да буде вернији изворном концепту изворне серије укључивањем судских предмета. Стефани Марч је имала мало телевизијског искуства пре него што је ушла у серију Ред и закон: Одељење за специјалне жртве нити је много гледала телевизију. Ипак, Марчова је добила улогу помоћнице окружног тужиоца Александре Кабот на почетку друге сезоне, али се и даље веровало да ће улога због мрачне природе серије бити краткотрајна. Међутим, остала је са серијом четири сезоне после чега је отишла јер је веровала да је дошла до природног завршетка у развоју лика. Касније је поново тумачила улогу гостујући у шестој сезони и док је била у главној постави Волфове краткотрајне серије Пресуда где јој је обећано још посла. Дајен Нил је раније гостовала у трећој сезони серије пре него што је у петој сезони добила улогу Каботине замене Кејси Новак. Нилова је остала у серији до краја девете сезоне након чега ју је заменила Микајла Мекманус. Марчова се вратила у серију у десетој сезони (након Мекманусиног одласка из серије), када је Нил Бир предложио Каботову да попуни други део сезоне, а после се вратила у главну поставу у једанаестој сезони.
Тамара Тјуни је изабрана за улогу специјалисткиње судске медицине др. Мелинде Ворнер у другој сезони пошто је раније радила са Волфом на серијама Њујорк на тајном задатку, Савезњаци и Ред и закон. Ворнерова је у почетку била епизодни лик, али је постала главни у седмој сезони, а Тјунијева је тада додата у уводну шпицу. Док је у почетку глумила Ворнерову, Тјунијева је тумачила и заступницу Џесику Грифин у ЦБС-овој сапуници Љубав за сва времена. Од 2000. до 2007. године (и поново накратко 2009. године) појављивала се истовремено у обе серије. Године 2002. појавила се и у Фокс-овој драми 24 на тему шпијунаже у епизодној улози вршиоца дужности директора ПТЈ-а Алберте Грин. Глумац Б. Д. Вонг замољен је да у четири епизоде тумачи лик др. Џорџа Хуанга, агента Федералног истражног бироа (ФБИ-ја) и форензичког психијатра и профилисту на позајмици Одељењу за специјалне жртве. Након четири епизоде, од њега је затражено да настави снимање.
Пошто је глумио у филму Закопај моје срце код Рањеног колена и гостовао у осмој сезони серије као детектив Честер Лејк, Волф је сматрао да би Адам Бич био добар додатак глумачкој екипи и замолио га да постане стални члан од девете сезоне. Иако је Бич сматрао да је улога "улога из снова", лик се показао непопуларним међу обожаваоцима који су сматрали да је израђен како би се постепено исписао или лик Ричарда Белзера или лика Ајса Тија. Осећајући да у серији има превише полицијских ликова, Бич је напустио серију након само једне сезоне. Првобитно се сматрало да је Микајла Мекманус премлада за улогу помоћнице окружног тужиоца (ПОТ-а) пре него што је добила улогу ПОТ Ким Грејлек у десетој сезони. Мекманусова, која је месецима била удаљен од епизодне улоге у серији Шумско брдо, остала је у серији само пола сезоне, а онда је отишла из неутврђених разлога.
Екипи се придружила Пола Патон као ПОТ Мика Вон. Она је заменила Стефани Марч, Међутим, Патонова је одустала након једне епизоде да би снимала филм Немогућа мисија: Протокол Дух, а заменила ју је Мелиса Сејџмилер у епизодној улози ПОТ Џилијан Хардвик.
Пред крај дванаесте сезоне, Мариска Харгитеј је затражила мање оптерећење. Као начин да је испишу из одређених епизода, расправљало се о плану да њен лик напредује у надзорну улогу. На крају дванаесте сезоне, Кристофер Мелони је напустио серију јер није успео да постигне договор о новом уговору. Ворен Лајт је постао нови водитељ током исте године и дошао је пре него што је знао да ће Мелони напустити серију. Други велики одлазак који је најављен 2011. био је одлазак Б. Д. Вонга. Дана 17. јула, Вонг је објавио на Твитеру: "Ја се у ствари не враћам у 13. сезону јер прелазим на Буђење То је сјајно!" Вонг је додао: "Не знам да ли ћу се и када вратити у ОСЖ! Било је невероватно имати тако кул посао 11 година и бити прави њујоршки глумац." Вонг је поново тумачио улогу доктора Хуанга у епизоди "Најбољи тата на свету" 13. сезоне.
У јуну 2011. године објављено је да ће се Кели Гидиш и Дени Пино придружити главној постави у новој сезони. Неколико недеља касније, објављено је да ће Стефани Марч и Дејен Нил поново тумачити улогу ПОТ Александре Кабот односно ПОТ Кејси Новак. Покретање 13. сезоне обележено је преуређењем серије коју је Ворен Лајт називао "ОСЖ 2.0". Промене које су ово пратиле укључивале су пребацивање Тамаре Тјуни из главне у епизодну поставу и одлазак епизодног глумца Џоела де ла Фуентеа који се појављивао од 2002. године. После ове последње промене, Ворен Лајт је рекао да су "призори [у којима се Фуент епојављује] суви" па је дао улогу Гилберту Готфриду како би замена била мало комичнија.
У 14. сезони, Раул Еспарза придружио се екипи као ПОТ Рафаел Барба, а на почетку 15. сезоне је унапређен у главну поставу. Такође у 15. сезони, Белзер је напустио главну поставу у петој епизоди "Прича из Земље чуда" у којој је наредник Манч отишао у пензију и запослио се уокружном тужилаштву као истражитељ. Касније у сезони, капетан Крејген је најавио одлазак из полиције чиме је новоунапређена наредница Бенсон добила привремено вођство над одељењем. Када је напустио главну поставу, Флорек ју је напустио после снимљених 400 епизода у улози капетана Крејгена. У 16. сезони, Питер Сканавино се придружио серији, прво у епизодној постави до 3. епизоде, а затим је унапређена у главну поставу 5. епизоди. Дана 20. маја 2015. године откривено је да ће Дени Пино напустити главну поставу након последње епизоде 16. сезоне "Предаја Ное".
У августу 2017. објављено је да ће се Филип Винчестер појавити у 19. сезони у улози ПОТ Питера Стоуна, лика из серија Чикашки СУП и Чикашка правда и сина Бенџамина Стоуна, првог ИПОТ-а из изворне серије Ред и закон. Касније је такође објављено да је Брук Шилдс добила главну епизодну улогу (Шила Портер Портер, бака по мајци Ное Портера-Бенсона, Оливијиног усвојеног сина) почевши од 19. сезоне дуготрајне драмске серије. Дана 7. фебруара 2018. године, Раул Еспарза напустио је главну поставу након шест сезона. Његово место преузео је Винчестер. Након што је серија обновљена за двадесет прву сезону, објављено је да ће Винчестер напустити серију након двадесете сезоне.
У марту 2019. најављено је да ће се серија вратити у 21. сезони чиме је постала најдуготрајнијом америчком телевизијском серијом у ударном термину у историји телевизије. Дана 29. марта 2019. откривено је да се Винчестер неће вратити у 21. сезони. Он је истог дана твитовао о свом одласку из серије. Дана 16. маја 2019. емитована је пследња епизода сезоне и Винчестер се огласио на Твитеру да се захвали глумцима и екипи на испраћају. Пошто је била у епизодној постави неколико епизода у 21. сезони као службеница Одељења за пороке Катриона Тамин, Џејми Греј Хајдер унапређена је у главну поставу у 8. епизоди. Дана 6. октобра 2020. Демор Барнс, који је током 21. сезоне тумачио епизодну улогу заменика начелника Кристијана Гарланда, унапређен је у главну поставу у 22. сезони. Дана 3. септембра 2021. објављено је да ће Хајдерова и Барнс напустити серију након две сезоне - после 2. епизоде 23. сезоне. Дана 13. октобра 2021. године Октавио Писано, који се појављивао у прве две и четвртој епизоди, унапређен је у главну поставу у 6. епизоди. Дана 24. августа 2022. најављено је да ће Кели Гидиш напустити серију током прве половине 24. сезоне. Дана 10. новембра 2022. Моли Барнет, која се у почетку појављивала епизодно од друге до шесте епизоде, унапређена је у главну поставу у седмој епизоди. Дана 28. новембра 2023. објављено је да ће се Кели Гидиш вратити у премијерној епизоди 25. сезоне, што ће бити њен други пут да се поново појављује након завршнице 24. сезоне. Дана 22. јула 2024. објављено је да ће Кевин Кејн који тумачи Терија Бруна бити унапређен у главну поставу у двадесет и шестој сезони серије пошто се епизодно појављивао претходне две сезоне. Дана 7. августа 2024. године објављено је да се Џулијана Ејден Мартинез која ће глумити Кејт Силву придружила главној постави серије пре премијере сезоне.
Дана 6. маја 2025. године, објављено је да ће Мартинезова и Писано отићи након завршетка двадесет шесте сезоне. Девет дана касније, објављено је да ће се Гидишова вратити у главну поставу серије за двадесет седму сезону. Дана 18. јула 2025. године, објављено је да је Ејми Дона Кели, која се придружила серији у епизодној улози капетанке Рене Кури 2020. године, унапређена у главну поставу серије пре двадесет седме сезоне. Шест дана касније, откривено је да ће Писано поновити своју улогу за премијеру двадесет седме сезоне. У августу је потврђено да ће се Мелони, Ден Флорек и БД Вонг вратити као Стаблер, Доналд Крејген и Џорџ Хуанг током сезоне.

### Плате
До дванаесте сезоне, и Мариска Харгитеј и Кристофер Мелони постали су међу најбоље плаћеним главним глумцима драмских серија при чему је свако од њих зарађивао скоро 400.000 долара по епизоди, а за толику плату је часопис ТВ водич рекао да ју је премашио само Хју Лори у серији Доктор Хаус. Током шеснаесте сезоне, за Харгитејеву је објављено зарађује 450.000 долара по епизоди односно 10.350.000 долара по сезони. У седамнаестој сезони плата јој је порасла на 500.000 долара по епизоди.

### Снимања
Много спољних призора серије снимљено је на местима у Њујорку, Волфовом родном граду, у свих пет њовојоршких општина. Како се њовојоршка полиција свакодневно суочава са различитим изазовима у спровођењу закона, позадина је пружила сценаристима понуду правих места за избор. Форт Ли у Новом Џерзију послужио је као место за снимање куће детектива Елиота Стаблера у Краљичину у Њујорку.
Тражећи место за снимање унутрашњих призора, продуценти су открили да у Њујорку нема одговарајућих студијских простора. Као исход тога, простор је изабран у НБЦ-овој згради Централне архиве у близини Северног Бергена у Новом Џерзију који је зјапио празан већ неко време, на њему климом адекватног паркинга и 53.000 квадрата сценског простора. Зграда Архиве је коришћена за призоре полицијске испоставе и суднице, а разна друга места у општини Хадсон коришћене су за друге призоре попут призора снимљеног на Међуградском паркингу у Сикокузу 2010. године. Продукција је из Новог Џерзија прешла у Њујорк 2010. године када је гувернер Новог Џерзија Крис Кристи обуставио пореске олакшице за филмску и телевизијску продукцију за фискалну 2011. годину како би затворио буџетске празнине. Серија се преселила у студијски простор у Челзи луци који је био заузет због снимања изворне серије Ред и закон до њеног отказивања у мају 2010. године.

## Епизоде
| Сезона | Сезона | Епизода | Премијерно емитовање | Премијерно емитовање |
| Сезона | Сезона | Епизода | Почетак емитовања    | Завршетак емитовања  |
| ------ | ------ | ------- | -------------------- | -------------------- |
|        | 1      | 22      | 20. септембар 1999.  | 19. мај 2000.        |
|        | 2      | 21      | 20. октобар 2000.    | 11. мај 2001.        |
|        | 3      | 23      | 28. септембар 2001.  | 17. мај 2002.        |
|        | 4      | 25      | 27. септембар 2002.  | 16. мај 2003.        |
|        | 5      | 25      | 23. септембар 2003.  | 18. мај 2004.        |
|        | 6      | 23      | 21. септембар 2004.  | 24. мај 2005.        |
|        | 7      | 22      | 20. септембар 2005.  | 16. мај 2006.        |
|        | 8      | 22      | 19. септембар 2006.  | 22. мај 2007.        |
|        | 9      | 19      | 25. септембар 2007.  | 13. мај 2008.        |
|        | 10     | 22      | 23. септембар 2008.  | 2. јун 2009.         |
|        | 11     | 24      | 23. септембар 2009.  | 19. мај 2010.        |
|        | 12     | 24      | 22. септембар 2010.  | 18. мај 2011.        |
|        | 13     | 23      | 21. септембар 2011.  | 23. мај 2012.        |
|        | 14     | 24      | 26. септембар 2012.  | 22. мај 2013.        |
|        | 15     | 24      | 25. септембар 2013.  | 21. мај 2014.        |
|        | 16     | 23      | 24. септембар 2014.  | 20. мај 2015.        |
|        | 17     | 23      | 23. септембар 2015.  | 25. мај 2016.        |
|        | 18     | 21      | 21. септембар 2016.  | 24. мај 2017.        |
|        | 19     | 24      | 27. септембар 2017.  | 23. мај 2018.        |
|        | 20     | 24      | 27. септембар 2018.  | 16. мај 2019.        |
|        | 21     | 20      | 26. септембар 2019.  | 23. април 2020.      |
|        | 22     | 16      | 12. новембар 2020.   | 3. јун 2021.         |
|        | 23     | 22      | 23. септембар 2021.  | 19. мај 2022.        |
|        | 24     | 22      | 22. септембар 2022.  | 18. мај 2023.        |
|        | 25     | 13      | 18. јануар 2024.     | 16. мај 2024.        |
|        | 26     | 22      | 3. октобар 2024.     | 15. мај 2025.        |

## Издање

### Емитовање
Серија Ред и закон: Одељење за специјалне жртве се емитује на НБЦ-у у Сједињеним Државама. На почетку једанаесте сезоне 23. септембра 2009. године, серија је напустила свој термин уторком у 22:00 часа јер је НБЦ започео емитовање емисије Џеј Лено Шоу у ударном термину. Нови термин серије је постао среда у 21:00 час, а ЦТВ је и даље емитовао ОСЖ уторком у 22 часа у Канади. Након Зимских олимпијских игара 2010. године, 3. марта 2010. године термин емитовања ОСЖ-а поново је померен среду у 22 часа где је остао до дванаесте сезоне. У 12. сезони, ОСЖ се вратио у 21 час да би био увод најновијем огранку серије Ред и закон Ред и закон: Лос Анђелес све док није повучен из емитовања у јануару 2011. године ради поновног опремања. ОСЖ се 12. јануара 2011. вратио у термин у 22 часа до краја 13. сезоне. Од 14. сезоне, ОСЖ се вратио у 21 час после премијере 1. и 2. епизоде сезоне једне после друге 26. септембра 2012. Почевши од 20. сезоне, ОСЖ се емитује у четвртак увече у 22 сата пошто је НБЦ одлучио да целу своју средом у ударном термину емитује трилогију серија Чикашко здравство, Чикашки СУП и Чикашки пламен. То је био први пут да је серија Ред и закон: Одељење за специјалне жртве емитована у термину четвртком увече. Од 22. сезоне, серија је померена у 21 час, а најновији огранак Ред и закон: Огранизовани криминал заузео је њен стари термин.

### Пренос
Све сезоне, укључујући и ону која је тренутно у току, доступне су за пренос на Хулу-у (уз претплату). Најновијих 5 епизода можете бесплатно гледати на страници NBC.com и апликацији НБЦ. Изван СВОД и НБЦ платформи, већина епизода (изван сезона 2–4 у Сједињеним Државама из непознатих разлога) може се пронаћи на електронским продајним платформама као што су iTunes и Amazon Prime Video. Серија је доступна за пренос на Peacock-у заједно са серијама ЧИкашки пламен, Чикашки СУП, Чикашки здравство, Ред и закон и Ред и закон: Злочиначке намере Првих тринаест сезона доступно је за пренос у Аустралији на Amazon Prime Video. У Бразилу су сезоне 11, 12 и 13 доступне на Amazon Prime Video, а сезоне 14-22 су доступне на Universal+, једом од канала који је припадао мрежи Canais Globo (раније Globosat Play).

### Репризе
Од септембра 2017. серија се репризира на мрежи NBCUniversal у САД -у као и на месним телевизијама Ion Television и MyNetworkTV. Серија се такође кратко приказивала на каналу Syfy 2006. Године 2008. Fox је добио права на емитовање серије Ред и закон: Одељење за специјалне жртве на ТВ станицама у свом власништву, а почео је то да ради на јесен 2009. године.

## Пријем

### Гледаност
| 1  | 22 | Понедељак 21:00 (еп. 1-9) Петак 22:00 (еп. 10-22) | 20. септембар 1999. | 19. мај 2000.   | 1999–00 | 12.18 | 33 |
| 2  | 21 | Петак 22:00                                       | 20. октобар 2000.   | 11. мај 2001.   | 2000–01 | 13.10 | 29 |
| 3  | 23 | Петак 22:00                                       | 28. септембар 2001. | 17. мај 2002.   | 2001–02 | 15.20 | 14 |
| 4  | 25 | Петак 22:00                                       | 27. септембар 2002. | 16. мај 2003.   | 2002–03 | 14.83 | 16 |
| 5  | 25 | Уторак 22:00                                      | 23. септембар 2003. | 18. мај 2004.   | 2003–04 | 12.72 | 21 |
| 6  | 23 | Уторак 22:00                                      | 21. септембар 2004. | 24. мај 2005.   | 2004–05 | 13.46 | 23 |
| 7  | 22 | Уторак 22:00                                      | 20. септембар 2005. | 16. мај 2006.   | 2005–06 | 13.78 | 24 |
| 8  | 22 | Уторак 22:00                                      | 19. септембар 2006. | 22. мај 2007.   | 2006–07 | 11.94 | 38 |
| 9  | 19 | Уторак 22:00                                      | 25. септембар 2007. | 13. мај 2008.   | 2007–08 | 11.33 | 30 |
| 10 | 22 | Уторак 22:00                                      | 23. септембар 2008. | 2. јун 2009.    | 2008–09 | 10.11 | 39 |
| 11 | 24 | Среда 21:00                                       | 23. септембар 2009. | 19. мај 2010.   | 2009–10 | 8.81  | 44 |
| 12 | 24 | Среда 21:00                                       | 22. септембар 2010. | 18. мај 2011.   | 2010–11 | 8.84  | 47 |
| 13 | 23 | Среда 22:00                                       | 21. септембар 2011. | 23. мај 2012.   | 2011–12 | 7.59  | 67 |
| 14 | 24 | Среда 21:00                                       | 26. септембар 2012. | 24. мај 2013.   | 2012–13 | 7.30  | 56 |
| 15 | 24 | Среда 21:00                                       | 25. септембар 2013. | 21. мај 2014.   | 2013–14 | 8.18  | 46 |
| 16 | 23 | Среда 21:00                                       | 24. септембар 2014. | 20. мај 2015.   | 2014–15 | 8.71  | 52 |
| 17 | 23 | Среда 21:00                                       | 23. септембар 2015. | 25. мај 2016.   | 2015–16 | 8.31  | 52 |
| 18 | 21 | Среда 21:00                                       | 21. септембар 2016. | 24. мај 2017.   | 2016–17 | 7.39  | 48 |
| 19 | 24 | Среда 21:00                                       | 27. септембар 2017. | 23. мај 2018.   | 2017–18 | 8.57  | 39 |
| 20 | 24 | Четвртак 22:00                                    | 27. септембар 2018. | 26. мај 2019.   | 2018–19 | 7.41  | 51 |
| 21 | 20 | Четвртак 22:00                                    | 26. септембар 2019. | 23. април 2020. | 2019–20 | 6.46  | 55 |
| 22 | 16 | Четвртак 21:00                                    | 12. новембар 2020.  | 3. јун 2021.    | 2020–21 | 6.78  | 34 |
| 23 | 22 | Четвртак 21:00                                    | 23. септембар 2021. | 19. мај 2022.   | 2021–22 | 6.83  | 29 |
| 24 | 22 | Четвртак 21:00                                    | 22. септембар 2022. | 18. мај 2023.   | 2022–23 | 6.89  | 21 |
| 25 | 13 | Четвртак 21:00                                    | 18. јануар 2024.    | 16. мај 2024.   | 2023–24 | 6.90  | 20 |

2016. године, истраживање часописа Њујорк тајмс о 50 ТВ серија са највише свиђања на Фeјсбуку показало је да је популарност ОСЖ-а "нетипична: уопштено мало популарнија у руралним подручјима и на југу, али углавном ограничена на источну половину земље. Најпопуларнија је у Албанију, а најмање у Колораду и Јути".

### Награде и признања
Серија Ред и закон: Одељење за специјалне жртве добила је многе награде и одабире за награде. Мариска Харгитеј два пута је била бирана за награду Златни глобус и једном ју је освојила 2005. године.
Серија је више пута бирана за награду Еми. Мариска Харгитеј је одаабрана за најбољу главну глумицу у категорији 8 година заредом почевши од 2004. године, а освојила је Еми 2006. године. Кристофер Мелони је био одабран за најбољег главног глумца у категорији драмске серије 2006. године. Робин Вилијамс је био одабран за најбољег гостујућег глумца у драмској серији 2008. године. Серија је бирана и у категорији Изузетна гостујућа глумица у драмској серији, а у избор су улазиле Џејн Александер и Трејси Полан 2000. године, Марта Плимптон 2002. године, Барбара Бери 2003. године, Мер Винингам и Марли Матлин 2004. године, Аманда Пламер и Анђела Ленсбури 2005. године, Марша Геј Харден и Лесли Карон 2007. године, Синтија Никсон 2008. године, Елен Бурстин, Бренда Блетин и Керол Барнет 2009. године и Ен-Маргрет 2010. године. Серија је награду освајала за Пламерову 2005. године, Керонову 2007. године, Никсонову 2008. године, Бурстинову 2009. године и Маргретову 2010. године.

### Критички пријем
Џошуа Алстон из "AV Клуба" је 2014. године описао серију као "најбољу, а тај пораст квалитета је још увек вредан дивљења". Илана Каплан из часописа "Њујорк тајмс" написала је да је серија најдужа драма у повести, а Мариска Харгитеј као Оливија Бенсон је особа која почива на стварним жртвама и преживелима. Харгитејева је цитирала: "Рано ми је постало јасно колико нам је, културно, потребан овај лик који се немилосрдно бори и залаже за жене и за преживеле и који то чини са саосећањем" рекла је кроз сузе. "Неко ко је недвосмислено посвећен исправљању неправди, ко верује преживелима и ко је свестан исцељења у томе".

## Руска обрада
Руска продукцијска кућа "Студио 2Б" је 2007. године одкупила права за обраду серије "Ред и закон: Одељење за специјалне жртве" за руску телевизију. Серија је названа "Ред и закон: Одељење за теренске истраге", а главне улоге тумачили су Алиса Богарт и Вик Фиорели. Серија прати рад јединице истражитеља у Москви чији је посао истрага сексуалних деликата. Серија се емитује на НТВ-у, а продуценти су Павел Корчагин, Феликс Клајман и Едвард Верзбовски док режију потписује Дмитри Брусникин. Сценарио су писали Сергеј Кузњецов, Елена Караваешњиков и Маја Шаповалов.

## Напомена
1. ↑  рус.